# زیسا
زیسا (ایتالیایی: Zisa) یک دژ است که در ناحیه غربی پالرمو، ایتالیا واقع شده‌است. عمارت آن توسط پیشه‌وران عربی طراحی شد و ساخت و ساز آن در سال ۱۱۶۵ تحت فرمانروایی ویلیام اول سیسیلی آغاز شد اما در سال ۱۱۸۹ تحت فرمانروایی ویلیام دوم سیسیلی به پایان رسید.
زیسا از معماری موری الهام گرفته‌است. نام زیسا از واژه عربی «عزیز» گرفته شده‌است.